# Hrast (priimek)
Hrast je priimek v Sloveniji, ki ga je po podatkih Statističnega urada Republike Slovenije na dan 1. januarja 2010 uporabljalo 279 oseb.

## Pomembni nosilci priimka
- Branko Hrast, partizansko ime Jake Avšiča
- Friderik (Fric) Hrast - Stiški (*1928), prvoborec, partizanski tiskar, slikar samouk, kriminalist, pravnik, gradbeni gospodarstvenik
- Janez Nepomuk Hrast (1830—1874), teolog, narodni delavec
- Maša Filipovič Hrast (*1977), sociologinja
- Mirko Hrast - Grča (1912?—1996), motociklist (Ljubelj)
- Radovan Hrast (1931—2023), politični zapornik (dvakrat Goli otok)
- Rok Hrast (*1993), nogometaš
- Silvo Hrast - Džidži (1921—1999), gospodarstvenik in politik, motorist?